# Зона сумрака: Филм
Зона сумрака: Филм (енгл. Twilight Zone: The Movie) амерички је научнофантастични хорор филм из 1983. године, чији су продуценти Стивен Спилберг и Џон Лендис. Филм је интерпретација ТВ серије из 1959, чији је творац Род Серлинг. Главне улоге у филму тумаче Вик Мороу, Скетмен Крозерс, Кетлин Квинлан и Џон Литгоу са Деном Акројд и Албертом Брукс у сегменту пролога. Берџес Мередит, који је глумио у четири епизоде оригиналне серије, преузео је Серлингову позицију као наратор. Заједно са Мередитом, шест глумаца из оригиналне серије (Вилијам Пчалерт, Кевин Макарти, Бил Мами, Мари Метсон, Питер Броко и Патриша Бери) имали су улоге у филму.
Филм је римејк три класичне епизоде оригиналне серије и садржи једну оригиналну причу. 
Лендис је режирао пролог, први сегмент и епилог, Спилберг је режирао други, Џо Данте трећи и Џорџ Милер последњи сегмент.
Филм је стекао пажњу јавност пре него што је имао премијерно приказивање. Судар хеликоптера у коме су страдали Вик Мороу и два дечија глумца, Мика Дајн Ли и Рене Шин-Ји Чен, током снимања сегмента у режији Ландиса. Два дечија глумца су запослена нелегално. Њихова смрт довела је до суђења које су пратили медији. На крају суђења нико није проглашен кривично одговорним за несрећу.

## Радња
Пролог: возач доживљава велико изненађење од сапутника. 
Сегмент 1 („Тајм аут”): велики човек мрзи Јевреје, црне и азијсате. Једног дана ће живети у Другом светском рату, прогоњен од ККК-а и нападнут у Вијетнамском рату и осетити последице своје мржње. 
Сегмент 2 („Удари кен”): У старачком дому старији становници уче да их њихови умови могу држати младима. 
Сегмент 3 („То је добар живот”): путник удара дечака аутомобилом и одводи дечака кући. Ускоро сазнаје да ју је снажан дечко довео кући. 
Сегмент 4 („Ноћна мора на двадесет хиљада стопа”): писац је устрашен да лети и ускоро види монструозно створење које уништава авионске моторе током олујне ноћи.